# 道生

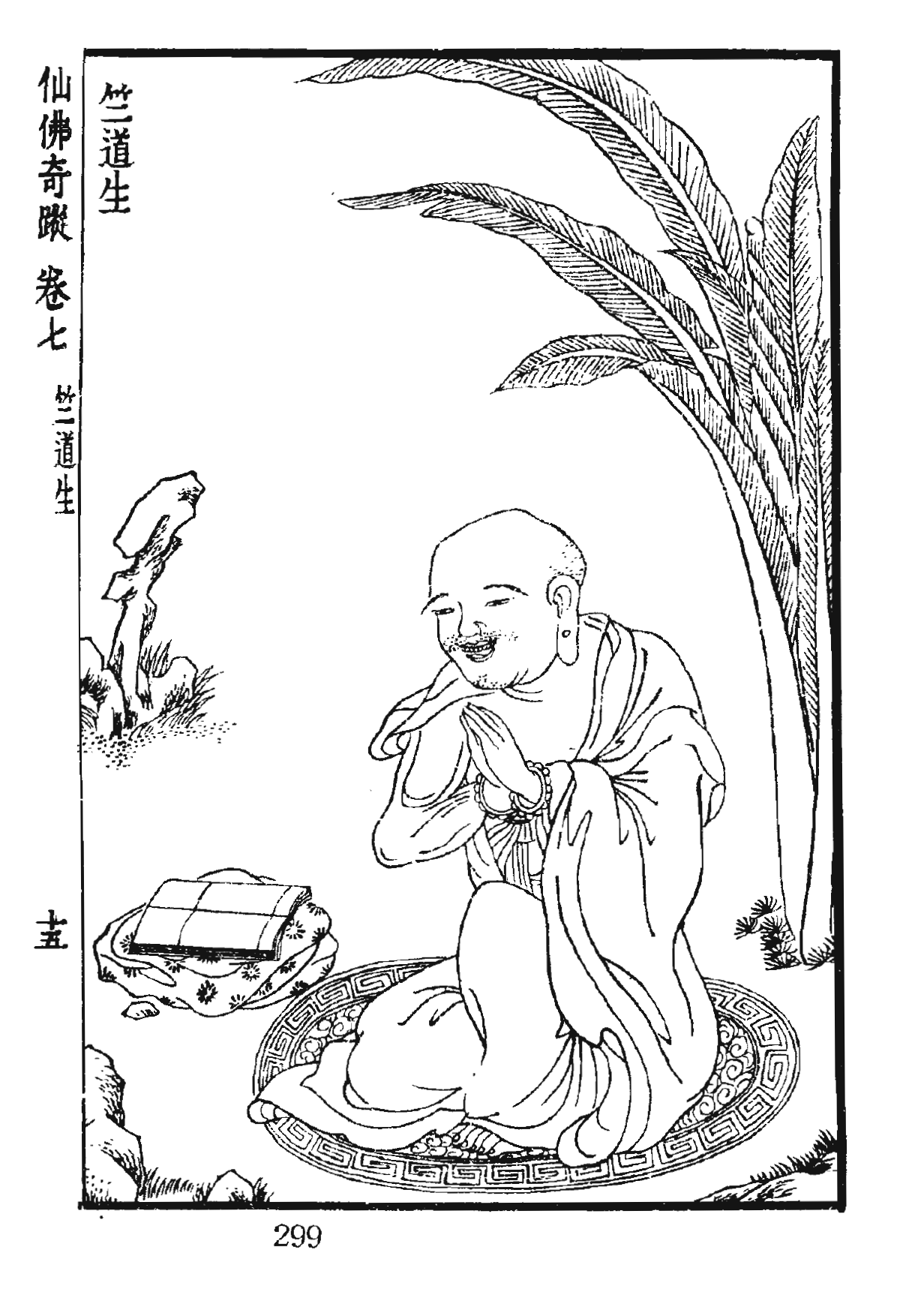
竺道生

道生（355年—434年），也称为竺道生，俗姓魏，钜鹿人，东晋、南朝佛教出家眾。為鳩摩羅什門下，時稱羅什門下四傑之一。提出佛性常有與頓悟學說，其教義成為後世涅槃宗的依據。

## 生平
遇到竺法汰后出家，于是改姓竺。出世於饒州（江西）妙果寺，其後歷住信州（江西）龜峰寺、饒州薦福寺。
后到庐山，隐居七年，研究经典。后与慧睿、慧严一起游历长安，受学于鸠摩罗什。后还都，止青园寺。著《二谛论》、《佛性常有论》、《法身无色论》、《佛无净土论》等，守文之徒，多生嫌嫉。又六卷之《泥洹经》，先至京师，生剖析经理，立阐提成佛之义，时大本未传，旧学不许之，以为邪说，遂摈于众中，生袖手入平江虎丘山，竖石为听徒，讲《涅槃经》，至阐提有佛性处曰：如我所说，契佛心否？群石皆首肯。此即「頑石點頭」 之典故。
后游庐山，居销景岩，闻昙无谶在北凉，重译涅槃之后品，至南京见之，果如生言。南宋元嘉十一年十一月寂。见《高僧传》七、《释氏稽古略》二。

## 法著
- 《二諦論》
- 《佛性當有論》
- 《法身無色論》
- 《佛無淨土論》
- 《應有緣論》
- 《辯佛性義》
- 《法華經義疏》